# Mixu Paatelainen
Mika-Matti Petteri »Mixu« Paatelainen, finski nogometaš in trener, * 3. februar 1967, Helsinki, Finska.
Med letoma 1987 in 2005 je bil aktivni igralec za več klubov: FC Haka, Dundee United, Aberdeen F.C., Bolton Wanderers, Wolves, Hibernian, St. Mirren in FC Strasbourg ter za finsko nogometno reprezentanco. Od avgusta 2005 je trener škotska tretjeligaškega Cowdenbeath FC. Za klub je najel svoja dva mlajša brata Markusa in Mika.